# Élections municipales de 2009 au Saguenay–Lac-Saint-Jean
Les élections municipales québécoises de 2009 se déroulent le 1er novembre 2009. Elles permettent d'élire les maires et les conseillers de chacune des municipalités locales du Québec, ainsi que les préfets de quelques municipalités régionales de comté.

## Saguenay–Lac-Saint-Jean

### Albanel
| Candidats pour la mairie      | Vote            | %               |
| ----------------------------- | --------------- | --------------- |
| Évangéline Plourde (Sortante) | Sans opposition | Sans opposition |

### Alma
| Candidats pour la mairie       | Vote  | %    |
| ------------------------------ | ----- | ---- |
| Marc Asselin                   | 6 170 | 49,1 |
| Lucille Gagnon                 | 4 204 | 33,5 |
| Pierre Ste-Marie               | 1 954 | 15,6 |
| Sylvain Tremblay               | 231   | 1,8  |
| Taux de participation : 52,8 % |       |      |

### Bégin
| Candidats pour la mairie       | Vote | %    |
| ------------------------------ | ---- | ---- |
| Gérald Savard (Sortant)        | 401  | 77,6 |
| Stécy Potvin                   | 116  | 22,4 |
| Taux de participation : 76,7 % |      |      |

### Chambord
| Candidats pour la mairie       | Vote | %    |
| ------------------------------ | ---- | ---- |
| Gérard Savard                  | 602  | 62,8 |
| Claude Goulet                  | 357  | 37,2 |
| Taux de participation : 62,2 % |      |      |

### Desbiens
| Candidats pour la mairie       | Vote | %    |
| ------------------------------ | ---- | ---- |
| Nicolas Martel                 | 432  | 71,9 |
| Martin Lapointe                | 132  | 22,0 |
| Daniel Sénécal                 | 37   | 6,2  |
| Taux de participation : 71,0 % |      |      |

### Dolbeau-Mistassini
| Candidats pour la mairie       | Vote  | %    |
| ------------------------------ | ----- | ---- |
| Georges Simard (Sortant)       | 3 141 | 51,1 |
| Réjean Lalancette              | 3 005 | 48,9 |
| Taux de participation : 53,7 % |       |      |

### Ferland-et-Boilleau
| Candidats pour la mairie       | Vote | %    |
| ------------------------------ | ---- | ---- |
| Carmen Simard (Sortante)       | 246  | 59,9 |
| Jean Simard                    | 165  | 40,1 |
| Taux de participation : 80,9 % |      |      |

### Girardville
| Candidats pour la mairie | Vote            | %               |
| ------------------------ | --------------- | --------------- |
| Jeanne Savard (Sortante) | Sans opposition | Sans opposition |

### Hébertville-Station
| Candidats pour la mairie | Vote            | %               |
| ------------------------ | --------------- | --------------- |
| Réal Côté                | Sans opposition | Sans opposition |

### L'Anse-Saint-Jean
| Candidats pour la mairie       | Vote | %    |
| ------------------------------ | ---- | ---- |
| Claude Boucher (Sortante)      | 533  | 66,4 |
| Thomas Maher                   | 270  | 33,6 |
| Taux de participation : 71,5 % |      |      |

### L'Ascension-de-Notre-Seigneur
| Candidats pour la mairie | Vote            | %               |
| ------------------------ | --------------- | --------------- |
| Louis Ouellet (Sortant)  | Sans opposition | Sans opposition |

### La Doré
| Candidats pour la mairie  | Vote            | %               |
| ------------------------- | --------------- | --------------- |
| Jacques Asselin (Sortant) | Sans opposition | Sans opposition |

### Labrecque
| Candidats pour la mairie | Vote            | %               |
| ------------------------ | --------------- | --------------- |
| Daniel Perron (Sortant)  | Sans opposition | Sans opposition |

### Lac-Bouchette
| Candidats pour la mairie       | Vote | %    |
| ------------------------------ | ---- | ---- |
| Benoît Gélinas                 | 454  | 69,4 |
| Aline Gagnon                   | 200  | 30,6 |
| Taux de participation : 55,3 % |      |      |

### Lamarche
| Candidats pour la mairie   | Vote            | %               |
| -------------------------- | --------------- | --------------- |
| Claude Bourgault (Sortant) | Sans opposition | Sans opposition |

### Larouche
| Partis                         | Partis                   | Candidats pour la mairie | Vote | %    |
| ------------------------------ | ------------------------ | ------------------------ | ---- | ---- |
|                                | Indépendant              | Réjean Bédard            | 539  | 66,0 |
|                                | Équipe Annexion Saguenay | Daniel Lessard           | 278  | 34,0 |
| Taux de participation : 74,1 % |                          |                          |      |      |

### Métabetchouan–Lac-à-la-Croix
| Candidats pour la mairie       | Vote  | %    |
| ------------------------------ | ----- | ---- |
| Lili Simard                    | 1 293 | 55,9 |
| Lawrence Potvin (Sortant)      | 813   | 35,1 |
| Jean Morin                     | 209   | 9,0  |
| Taux de participation : 69,8 % |       |      |

### Normandin
| Candidats pour la mairie     | Vote            | %               |
| ---------------------------- | --------------- | --------------- |
| Lucien Guillemette (Sortant) | Sans opposition | Sans opposition |

### Notre-Dame-de-Lorette
| Candidats pour la mairie  | Vote            | %               |
| ------------------------- | --------------- | --------------- |
| Daniel Tremblay (Sortant) | Sans opposition | Sans opposition |

### Péribonka
| Candidats pour la mairie       | Vote | %    |
| ------------------------------ | ---- | ---- |
| Gilbert Goulet (Sortant)       | 183  | 65,6 |
| Marie Boily                    | 96   | 34,4 |
| Taux de participation : 54,5 % |      |      |

### Petit-Saguenay
| Candidats pour la mairie      | Vote            | %               |
| ----------------------------- | --------------- | --------------- |
| Thérèse Gaudreault (Sortante) | Sans opposition | Sans opposition |

### Rivière-Éternité
| Candidats pour la mairie       | Vote | %    |
| ------------------------------ | ---- | ---- |
| Rémi Gagné (Sortant)           | 241  | 65,0 |
| Yves Dufour                    | 130  | 35,0 |
| Taux de participation : 78,0 % |      |      |

### Roberval
| Candidats pour la mairie       | Vote  | %    |
| ------------------------------ | ----- | ---- |
| Michel Larouche (Sortant)      | 2 718 | 55,1 |
| Alexandre Gauthier             | 2 218 | 44,9 |
| Taux de participation : 52,4 % |       |      |

### Saguenay
| Candidats pour la mairie       | Vote   | %    |
| ------------------------------ | ------ | ---- |
| Jean Tremblay (Sortant)        | 45 088 | 77,8 |
| Michel Potvin                  | 12 861 | 22,2 |
| Taux de participation : 51,5 % |        |      |

### Saint-Ambroise
| Candidats pour la mairie | Vote            | %               |
| ------------------------ | --------------- | --------------- |
| Marcel Claveau (Sortant) | Sans opposition | Sans opposition |

### Saint-André-du-Lac-Saint-Jean
| Candidats pour la mairie       | Vote | %    |
| ------------------------------ | ---- | ---- |
| Gabriel Martel (Sortant)       | 180  | 51,9 |
| Claude Desbiens                | 167  | 48,1 |
| Taux de participation : 80,1 % |      |      |

### Saint-Augustin
| Candidats pour la mairie | Vote            | %               |
| ------------------------ | --------------- | --------------- |
| Nicole Fortin (Sortante) | Sans opposition | Sans opposition |

### Saint-Bruno
| Candidats pour la mairie  | Vote            | %               |
| ------------------------- | --------------- | --------------- |
| Réjean Bouchard (Sortant) | Sans opposition | Sans opposition |

### Saint-Charles-de-Bourget
| Candidats pour la mairie       | Vote | %    |
| ------------------------------ | ---- | ---- |
| Michel Ringuette               | 236  | 51,8 |
| Bertrand Couture (Sortant)     | 181  | 39,7 |
| France Otis                    | 39   | 8,6  |
| Taux de participation : 72,8 % |      |      |

### Saint-David-de-Falardeau
| Candidats pour la mairie   | Vote            | %               |
| -------------------------- | --------------- | --------------- |
| Jean-Yves Dufour (Sortant) | Sans opposition | Sans opposition |

### Saint-Edmond-les-Plaines
| Candidats pour la mairie       | Vote | %    |
| ------------------------------ | ---- | ---- |
| Rodrigue Cantin                | 176  | 78,9 |
| Martial Gauthier               | 47   | 21,1 |
| Taux de participation : 67,7 % |      |      |

### Saint-Eugène-d'Argentenay
| Candidats pour la mairie        | Vote            | %               |
| ------------------------------- | --------------- | --------------- |
| Françoise Boudreault (Sortante) | Sans opposition | Sans opposition |

### Saint-Félicien
| Candidats pour la mairie | Vote            | %               |
| ------------------------ | --------------- | --------------- |
| Gilles Potvin (Sortant)  | Sans opposition | Sans opposition |

### Saint-Félix-d'Otis
| Candidats pour la mairie     | Vote            | %               |
| ---------------------------- | --------------- | --------------- |
| Jean-Marie Claveau (Sortant) | Sans opposition | Sans opposition |

Élection partielle au poste de maire en 2013.
- Élection du conseiller Marc Guay à la mairie.

### Saint-François-de-Sales
| Candidats pour la mairie       | Vote | %    |
| ------------------------------ | ---- | ---- |
| Louis-Joseph Gagnon            | 233  | 46,5 |
| Raymond Gauthier               | 207  | 41,3 |
| Jean-Pierre Tremblay           | 61   | 12,2 |
| Taux de participation : 80,2 % |      |      |

### Saint-Fulgence
| Candidats pour la mairie | Vote            | %               |
| ------------------------ | --------------- | --------------- |
| Gilbert Simard (Sortant) | Sans opposition | Sans opposition |

### Saint-Gédéon
| Candidats pour la mairie       | Vote | %    |
| ------------------------------ | ---- | ---- |
| Jean-Paul Boucher              | 614  | 51,4 |
| Yvon Drolet (Sortant)          | 581  | 48,6 |
| Taux de participation : 65,5 % |      |      |

### Saint-Henri-de-Taillon
| Candidats pour la mairie       | Vote | %    |
| ------------------------------ | ---- | ---- |
| André Paradis (Sortant)        | 369  | 63,5 |
| Gilles Guay                    | 212  | 36,5 |
| Taux de participation : 80,6 % |      |      |

### Saint-Honoré
| Candidats pour la mairie            | Vote  | %    |
| ----------------------------------- | ----- | ---- |
| Marie-Luce Demers-Martin (Sortante) | 1 452 | 67,7 |
| Elise Gauthier                      | 531   | 24,8 |
| Denis Tremblay                      | 162   | 7,6  |
| Taux de participation : 57,0 %      |       |      |

### Saint-Ludger-de-Milot
| Candidats pour la mairie | Vote            | %               |
| ------------------------ | --------------- | --------------- |
| Marc Laliberté (Sortant) | Sans opposition | Sans opposition |

### Saint-Nazaire
| Candidats pour la mairie | Vote            | %               |
| ------------------------ | --------------- | --------------- |
| Martin Sauvé             | Sans opposition | Sans opposition |

### Saint-Prime
| Candidats pour la mairie       | Vote | %    |
| ------------------------------ | ---- | ---- |
| Bernard Généreux (Sortant)     | 667  | 57,5 |
| Sylvain Martel                 | 492  | 42,5 |
| Taux de participation : 56,1 % |      |      |

### Saint-Stanislas
| Candidats pour la mairie       | Vote | %    |
| ------------------------------ | ---- | ---- |
| Mario Biron                    | 182  | 76,8 |
| Thérèse Lapointe (Sortante)    | 55   | 23,2 |
| Taux de participation : 73,8 % |      |      |

### Saint-Thomas-Didyme
| Candidats pour la mairie | Vote            | %               |
| ------------------------ | --------------- | --------------- |
| Denis Tremblay (Sortant) | Sans opposition | Sans opposition |

### Sainte-Hedwidge
| Candidats pour la mairie       | Vote | %    |
| ------------------------------ | ---- | ---- |
| Gilles Toulouse (Sortant)      | 313  | 72,8 |
| Suzette Rodrigue               | 117  | 27,2 |
| Taux de participation : 58,4 % |      |      |

### Sainte-Jeanne-d'Arc
| Candidats pour la mairie       | Vote | %    |
| ------------------------------ | ---- | ---- |
| Yvan Pilote                    | 378  | 61,2 |
| Denise Lamontagne              | 240  | 38,8 |
| Taux de participation : 68,9 % |      |      |

### Sainte-Monique
| Candidats pour la mairie   | Vote            | %               |
| -------------------------- | --------------- | --------------- |
| Georges Bouchard (Sortant) | Sans opposition | Sans opposition |

### Sainte-Rose-du-Nord
| Candidats pour la mairie       | Vote | %    |
| ------------------------------ | ---- | ---- |
| Laurent Thibeault (Sortant)    | 210  | 63,3 |
| Jean Drolet                    | 108  | 32,5 |
| Michel Biron                   | 14   | 4,2  |
| Taux de participation : 73,5 % |      |      |